# I Am Your Father
I Am Your Father es una película documental biográfica hispano-británica del 2015 dirigida por Toni Bestard y Marcos Cabotá y producida por IB3 Televisión y las productoras Nueva Televisión, Singular Audiovisual y Strange Friends. En enero de 2017 Netflix compró los derechos por la emisión a nivel mundial.

## Sinopsis
Darth Vader es considerado el mejor villano de la historia del cine gracias a La guerra de las galaxias. Su silueta, su respiración, sus movimientos, todo lo que rodea a la figura de este personaje icónico es reconocido a nivel mundial. Todo excepto una cosa: el actor inglés David Prowse, el hombre detrás la máscara. ¿Cómo puede ser que el hombre que interpretó al villano más icónico de la Historia del Cine sea un completo desconocido?
En estos momentos Prowse tiene ochenta años y vive en las afueras de Londres; un joven director lo visita con una propuesta: volver a rodar una secuencia de la mítica trilogía, una secuencia que se le prohibió rodar en su momento y que impidió que el rostro de Prowse fuera tan reconocido como los de sus compañeros de reparto, para reparar la injusticia. La pista del recorte de un diario local de California de 1978 donde Prowse vaticinó uno de los giros dramáticos más famosos de la historia del cine, quizás también ayudará a desvelar los verdaderos motivos del rechazo de George Lucas hacia el actor que interpretó su personaje más emblemático.

## Críticas
«Bestard i Cabotá brinden un molt elaborat documental sobre una història que ells mateixos descriuen repleta de llums i ombres. (...) Puntuació: ★★ (sobre 5)»
Lluís Bonet Mojica: Diari La Vanguardia

«Per als qui vulguin descobrir el costat fosc de la relació entre Darth Vader i George Lucas (...) Més que l'objecte d'una recerca, el film es planteja com la reparació d'una injustícia. (...) Puntuació: ★★★ (sobre 5)»
Roger Salvans: Fotogramas

## Nominaciones
- Medallas del Círculo de Escritores Cinematográficos de 2015: Nominada al mejor documental[4]
- Nominada a Goya a la mejor película documental (2016).[5]
- Premios Cinematográficos José María Forqué: Nominada a mejor documental (2016)[6]